# 쉘 위 댄스 (1996년 영화)
《쉘 위 댄스》(Shall we ダンス(Dance)?)는 1996년 1월 27일에 개봉된 일본 영화이다.

## 개요
사교 댄스 교실을 무대로 한 코미디 영화이며, 흥행에도 성공을 거뒀다. 일본 아카데미상 독점을 시작으로 일본 내외 여러 영화상을 수상했다. 흥행 수익은 16억 엔으로, 1996년에 개봉된 일본 영화중 2위를 기록했다. 또 일본 외 19개 국가에서 개봉되어 높은 평가를 받았으며, 미국에서는 200만 명을 동원해 애니메이션을 제외한 일본 영화 흥행 수익 기록을 갱신했다. 흥행 수익은 약 950만 달러이다. 2004년에는 리처드 기어 주연으로 리메이크되기도 했다.

## 줄거리
단추 회사 경리계 계장으로, 자상한 아내와 조금 건방지지만 귀여운 외동딸에, 염원하던 단독 주택도 얻게된, 직장이나 가정에 아무것도 불만이 없는 스기야마 쇼헤이. 하지만 그에게는 만족할 수 없는 무언가가 있었다. 쇼헤이는 어느 날 퇴근길 지하철에서 본 댄스 교실 창문에 서있는 한 명의 여성 기시카와 마이를 보게된다. 그 미모에 반한 그는 며칠 후 그 댄스 교실을 방문해 사교 댄스를 배우기 시작한다.
약간의 흑심때문에, 가족과 회사에도 비밀로 댄스를 배우기 시작한 쇼헤이지만, 사교 댄스의 매력과 회사 동료 아오키 도미오나 자존심 강한 다카하시 도요코, 다마코 선생님 등 개성 강한 동료들과 교류를 통해 순수하게 춤에 빠져들어 간다. 또, 어떤 사건으로 처음엔 쇼헤이에게 마음을 닫고 있던 마이도, 쇼헤이의 춤에 대한 열정적인 모습을 보면서 점점 마음을 열어가며, 자신의 마음의 상처도 치유해간다. 한편 쇼헤이의 아내는 갑자기 귀가가 늦어지자, 바람을 피는 건 아닌지 걱정되어 탐정을 고용해 쇼헤이의 주변을 조사한다.
동료들의 추천으로 쇼헤이는 도요코와 커플로 아마추어 스포츠 댄스 대회에 출장하게 되어, 관중 앞에서 맹훈련의 결과를 선보이게 된다.

## 출연진
- 야쿠쇼 고지 - 스기야마 쇼헤이
- 구사카리 다미요 - 기시카와 마이
- 다케나카 나오토 - 아오키 도미오: 쇼헤이의 직장 동료
- 와타나베 에리 - 다카하시 도요코: 아줌마 댄서
- 하라 히데코 - 스기야마 마사코: 쇼헤이의 아내
- 나카무라 아야노 - 쇼헤이의 딸
- 에모토 아키라 - 미와 도루: 탐정
- 도쿠이 유 - 핫토리 도키치: 댄스 교실 학생
- 다구치 히로마사 - 다나카 마사히로: 댄스 교실 학생
- 구사무라 레이코 - 다무라 다미코: 댄스 교실 다마코 선생님
- 오스기 렌 - 스기우라
- 모토키 마사히로 - 기모토 마사히로

## 한국판 성우진(KBS)
- 장광 - 스기야마(야쿠쇼 고지)
- 소연 - 마이(쿠사카리 타미요)
- 김정희 - 다마코(쿠사무라 레이코)
- 김준 - 아오키(다케나카 나오토)
- 성선녀 - 도요코(와타나베 에리)
- 김정호 - 미와 탐정(에모토 아키라)
- 김익태 - 하토리(도쿠이 유)
- 김영진 - 다나카(다쿠치 히로마사)
- 김규식 - 마이 아버지
- 송연희 - 하토리 부인
- 정옥주 - 스기야마 부인(하라 히데코)
- 이승주 - 카와이
- 양석정 - 탐정 조수
- 민지 - 히사코(토우조우 아미에)
- 김민아 - 치카게(나카무라 아야노)

## 주제가
- 오누키 다에코 - 〈Shall We Dance?〉 (영화 《왕과 나》주제가를 커버)

## 수상
제20회 일본 아카데미상
- 최우수 작품상
- 최우수 감독상 - 스오 마사유키
- 최우수 각본상 - 스오 마사유키
- 최우수 남우주연상 - 야쿠쇼 고지
- 최우수 여우주연상 - 구사카리 다미요
- 최우수 남우조연상 - 다케나카 나오토
- 최우수 여우조연상 - 와타나베 에리코
- 최우수 음악상 - 스오 요시카즈
- 최우수 촬영상
- 최우수 조명상 - 오사다 다쓰야
- 최우수 미술상 - 헤야 교코
- 최우수 녹음상
- 최우수 편집상
- 신인배우상 - 구사카리 다미요

제51회 마이니치 영화 콩쿨
- 일본 영화 대상
- 남우주연상 - 야쿠쇼 고지
- 여우조연상 - 구사무라 레이코
- 감독상 - 스오 마사유키
- 각본상 - 스오 마사유키

제70회 키네마 준보 베스트 10
- 일본 영화 베스트 10 제1위
- 남우주연상 - 야쿠쇼 고지
- 여우조연상 - 구사무라 레이코
- 신인여우상 - 구사카리 다미요

제21회 호치 영화제
- 작품상
- 남우주연상 - 야쿠쇼 고지
- 여우조연상 - 와타나베 에리코

제39회 블루리본상
- 남우주연상 - 야쿠쇼 고지

제18회 요코하마 영화제
- 감독상 - 스오 마사유키
- 남우주연상 - 야쿠쇼 고지
- 여우조연상 - 구사무라 레이코
- 최우수 신인상 - 구사카리 다미요